# Wirbelsinterung
Wirbelsinterung ist ein weit verbreitetes Pulverbeschichtungsverfahren, um Kunststoffüberzüge auf Metalloberflächen aufzubringen. Dabei wird Kunststoffpulver durch eine Wirbelschicht gleichmäßig auf eine erwärmte Metalloberfläche aufgebracht. Durch das Aufschmelzen des Kunststoffs entsteht ein dichter Überzug.

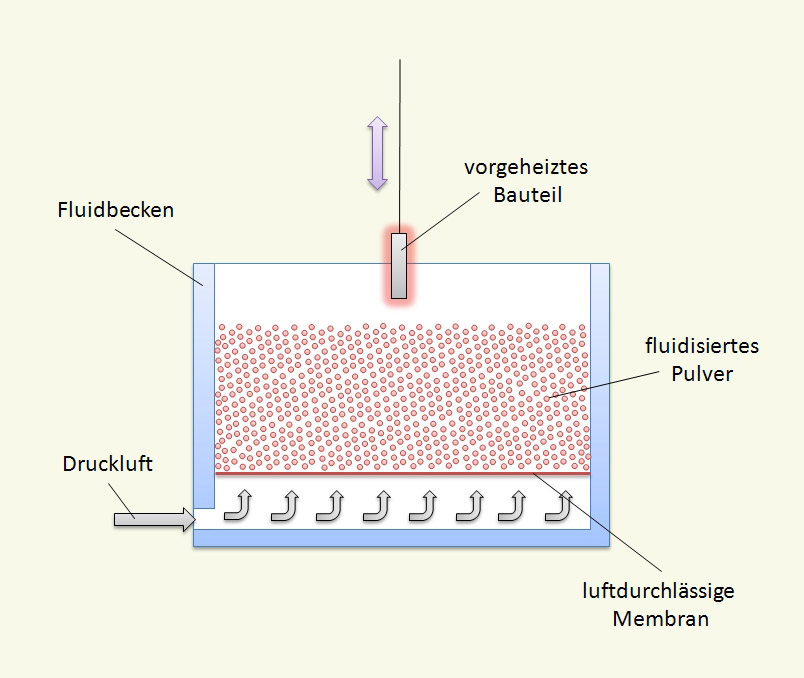
Schematische Darstellung des Wirbelsinterns (Kunststoffbeschichtung)

Um eine Wirbelschicht zu generieren, wird Luft von unten in eine trockene Schicht aus Kunststoffpulver geblasen, wobei sich die Pulverschicht in einem Becken mit Siebboden befindet. Durch die eingeblasene Luft werden die Kunststoffteilchen in Schwebe gehalten. Die Korngrößenverteilung ist dabei eng zu halten, da der Feinanteil aus der Wirbelschicht ausgetragen wird und der Grobanteil nicht in Schwebe gehalten werden kann. 
Es können aber nahezu alle fluidisierbaren bzw. mikronisierbaren Polymere eingesetzt werden, wenn die Korngröße im Bereich von etwa 50–300 μm liegt.
Als Beschichtungspulver werden unter anderen Polyamid, Polyethylen, Polyester, Epoxid und Poly(ethylen-co-chlortrifluorethylen) (ECTFE) verwendet. Je nach Kunststoffpulver besitzt die entstehende Schicht unterschiedliche Eigenschaften. Hier kann in thermoplastisch aufschmelzende Pulver (Kunststoffe) und vernetzende Systeme (eher lackartiger Überzüge) unterschieden werden. 
Die zu beschichtenden Teile werden in einem Ofen auf eine Temperatur von 100–200 °C über den Schmelzpunkt des Polymeres vorgewärmt.
Bei HALAR (ECTFE) liegt die Vorwärmtemperatur bei 350–390 °C.
Die vorgewärmten Teile werden unter Drehen in das Wirbelbett getaucht und verbleiben dort für eine definierte Zeit (1–3 sec). Das Beschichtungspulver schmilzt am heißen Metall auf solange dieses über der Schmelztemperatur liegt bzw. die Oberflächentemperatur die Schmelztemperatur des Polymeres nicht unterschreitet. Das Teil kann sooft eingetaucht werden, solange obige Temperaturbedingung erfüllt ist. Die erreichbare Schichtdicke hängt von der Vorwärmtemperatur und der Eintauchzeit ab.
Nach dem Ausschmelzen des Polymerpulvers wird das Teil unter Drehen auf einer Strecke oder in einem Becken abgekühlt. Die Ausprägung der Oberfläche wird, falls keine Nachbehandlung erfolgt, wesentlich durch den Abkühlvorgang beeinflusst. 
Ist das Pulver nicht vollständig ausgeschmolzen, muss dies abschließend in einem Ofen erfolgen, um eine entsprechende Oberflächengüte zu erreichen. Hierbei spricht man vom nachsintern.

## Anwendung
Ein Beispiel für die Anwendung des Wirbelsinterverfahrens sind Besteckkörbe von Spülmaschinen und Felgen. Die Widerstandsfähigkeit dieser Überzüge sollte nicht unterschätzt werden. Durch das Tauchen werden hier extrem hohe Auftragswirkungsgrade erreicht, welche bei einer klassischen Spritzlackierung nicht möglich wären.